# Oethecoctonus oecanthi
Oethecoctonus oecanthi är en stekelart som först beskrevs av Riley 1893.  Oethecoctonus oecanthi ingår i släktet Oethecoctonus och familjen Scelionidae. Inga underarter finns listade i Catalogue of Life.